# Telmatobiidae
Telmatobiidae zijn een familie van kikkers (Anura). De groepnaam werd voor het eerst wetenschappelijk gepubliceerd door Leopold Fitzinger in 1843. Oorspronkelijk werd de wetenschappelijke naam Telmatobii gebruikt.
De groep werd lange tijd als onderfamilie van de familie Ceratophryidae gezien. Er zijn 61 soorten die allemaal behoren tot het geslacht Telmatobius. Alle soorten komen voor in delen van Zuid-Amerika en leven in de landen Ecuador tot Chili en Argentinië.

## Taxonomie
Familie Telmatobiidae
- Geslacht Telmatobius Wiegmann, 1834